# Diyor Xolmatov
Diyor Akmal oʻgʻli Xolmatov (* 22. Juli 2002 in Fargʻona) ist ein usbekischer Fußballspieler.

## Karriere

### Verein
Aus der Jugend von Paxtakor Taschkent wechselte Xolmatov Anfang 2021 von der U21 in die erste Mannschaft. Bislang gewann er mit seiner Mannschaft vier Mal die Meisterschaft sowie jeweils ein Mal den nationalen Pokal und den Superpokal.

### Nationalmannschaft
Nach einem Einsatz mit der U21 im Mai 2021 debütierte Xolmatov im Oktober 2021 in der U23. Mit ihr nahm er an der Asienmeisterschaft 2022 teil, bei der er in fast jeder Partie seiner Mannschaft eingesetzt wurde. Die Mannschaft erreichte das Finale, das mit 0:2 gegen Saudi-Arabien verloren wurde. Nach kleineren Pausen aufgrund von Einsätzen für andere Mannschaften gehörte er nach einem Einsatz in der Qualifikation auch zum Kader bei der Asienmeisterschaft 2024, wo er in fünf Partien zum Zug kam. Hier erreichte sein Team ebenfalls das Finale, wo man diesmal Japan unterlag. Die Finalteilnahme aber reichte schon, dass sich seine Nation erstmals in ihrer Geschichte für das Fußballturnier der Olympischen Spiele 2024 qualifizierte.
Sein Debüt für die A-Nationalmannschaft hatte er am 25. Dezember 2023, als er bei einem 4:1-Freundschaftsspielsieg über Kirgisistan in der Startelf stand und die komplette Zeit durchspielte. Danach gehörte er auch zum Kader bei der Asienmeisterschaft 2024, bei der er einen Einsatz im Achtelfinale erhielt.